# Печорський район (Псковська область)
Печо́рський район (рос. Печорский район) — муніципальне утворення у складі Псковської області, Російська Федерація.
Адміністративний центр — місто Печори. Район включає 7 муніципальних утворень.